# Maximilian Brunner
Maximilian Brunner (* 12. Januar 2006 in Bogen) ist ein deutscher Eishockeyspieler, der seit 2024 beim Iserlohner EC unter Vertrag steht und dort auf der Position des Stürmers spielt.

## Karriere
Maximilian Brunner spielte im Nachwuchs unter anderem für den EHC Straubing, Deggendorfer SC und EV Landshut, bevor er in der Saison 2022/23 zu den U18-Junioren des schwedischen Klubs Lidingö Vikings wechselte. Mit der deutschen U18-Nationalmannschaft gewann er im Jahr 2024 die Goldmedaille bei der Weltmeisterschaft der Division IA, sodass die Auswahl in die Top-Division zurückkehrte. Der Angreifer steuerte ein Tor und drei Vorlagen zu diesem Erfolg bei.
Im Sommer 2024 schloss Maximilian Brunner einen Vertrag beim Iserlohner EC (IEC) ab, mit dessen U20-Team er in der folgenden Spielzeit in der Deutschen Nachwuchsliga antrat. Die Saisonvorbereitung hatte er mit der Profimannschaft des IEC absolviert, an deren Training er auch im weiteren Saisonverlauf regelmäßig teilnahm. Am 17. November 2024 debütierte er für die Roosters in der Deutschen Eishockey Liga (DEL). Insgesamt kam er in der Saison 2024/25 auf insgesamt acht DEL-Partien. Per Förderlizenz wurde er zudem insgesamt 14-mal bei den Hammer Eisbären in der Oberliga eingesetzt.

## Erfolge und Auszeichnungen
- 2024 Aufstieg in die Top-Division bei der U18-Junioren-Weltmeisterschaft der Division IA

## Karrierestatistik
Stand: Ende der Saison 2024/25

### International
Vertrat Deutschland bei:
- U18-Junioren-Weltmeisterschaft der Division IA 2024

(Legende zur Spielerstatistik: Sp oder GP = absolvierte Spiele; T oder G = erzielte Tore; V oder A = erzielte Assists; Pkt oder Pts = erzielte Scorerpunkte; SM oder PIM = erhaltene Strafminuten; +/− = Plus/Minus-Bilanz; PP = erzielte Überzahltore; SH = erzielte Unterzahltore; GW = erzielte Siegtore; 1 Play-downs/Relegation; Kursiv: Statistik nicht vollständig)